# Mirabel-et-Blacons
Mirabel-et-Blacons este o comună în departamentul Drôme din sud-estul Franței. În 2009 avea o populație de 904 de locuitori.

## Evoluția populației
| An        | 1975 | 1982 | 1990 | 1999 | 2006 | 2009 |
| --------- | ---- | ---- | ---- | ---- | ---- | ---- |
| Populație | 592  | 592  | 728  | 815  | 880  | 904  |